# 500 lire "Cristoforo Colombo" - II emissione
La moneta da 500 lire "Cristoforo Colombo" - II emissione è stata coniata nel 1990, all'interno del più ampio programma numismatico costituito da quattro emissioni teso a commemorare il V centenario della scoperta dell'America. È in argento e ha un valore nominale da 500 lire. 
La moneta, che rappresenta la seconda emissione del programma, ha per tema gli strumenti di navigazione impiegati da Cristoforo Colombo per il suo viaggio. 

## Dati tecnici
Al dritto, all'interno di una composizione figurativa comprendente un astrolabio, una rosa dei venti ed i profili stilizzati delle Americhe, è ritratto un profilo di Cristoforo Colombo a sinistra. La firma dell'autrice Maria Carmela Colaneri è riportata in basso a sinistra lungo il bordo della composizione; in giro è scritto "REPVBBLICA ITALIANA".
Al rovescio al centro si trova una composizione raffigurante un astrolabio ed una caravella all'interno di un cerchio; l'indicazione del valore è a sinistra, mentre in basso si trova fra il segno di zecca R e a destra sta la data. In giro è riportata la legenda "V CENTENARIO DELLA SCOPERTA DELL'AMERICA".
Nel contorno: "REPVBBLICA ITALIANA" in rilievo
Il diametro è di 29 mm, il peso di 11 g e il titolo è di 835/1000
La tiratura complessiva è di 100.000 esemplari, ed è presentata nella duplice versione fior di conio e fondo specchio, rispettivamente in 75.500 e 25.000 esemplari.